# Oro maldito
Oro maldito (en italiano: Se sei vivo spara, lit. 'Dispara si estás vivo')es un inusual spaghetti western de 1967 dirigido por el director italiano Giulio Questi y protagonizado por Tomás Milián, Marilù Tolo, Roberto Camardiel y Ray Lovelock en su debut en el cine. La película sigue a varias facciones, entre ellas un bandido mestizo, una banda de vaqueros homosexuales y un sacerdote, que se disputan el oro robado en una ciudad surrealista. El filme tiene tintes de película de terror y drama. 

## Argumento
Una banda formada por Barney, Oaks, cinco mexicanos y unos cuantos estadounidenses se ha apoderado de un gran cargamento de oro. Pero la ambición hace que Oaks y los estadounidenses disparen a Barney y a los mexicanos. Sin embargo Barney no muere, la bala es detenida por la bolsita de oro que llevaba, y logra escapar de su tumba excavando con sus manos. Con ese oro, decide fabricar balas que luego usará contra todos los que le traicionaron.

## Estilo
Oro maldito fue descrita por el historiador cinematográfico Howard Hughes como «difícil de clasificar», señalando que abarcaba los géneros del wéstern, el cine de terror y el cine gore, describiéndola como «el wéstern más extraño hecho en Italia». Es conocida por su violencia surrealista y por el montaje psicodélico de Franco «Kim» Arcalli. Phil Hardy la define como «el spaghetti western más brutalmente violento jamás rodado». Christopher Frayling describe la película diciendo que «la violencia fue de un tipo extraordinariamente salvaje». Antonio Bruschini escribe que «esta película es el primer western que ofrece una muestra de escenas verdaderamente horrendas». Marco Giusti define la película como la más violenta y bizarra jamás rodada en Italia. También se ha caracterizado como un Acid Western.